# ۵۸۳ (میلادی)
۵۸۳ (میلادی) پانصد و هشتاد و سومین سال تقویم میلادی است.

## درگذشتگان
‎